# André Trulsen
André Trulsen (Amburgo, 28 maggio 1965) è un allenatore di calcio ed ex calciatore tedesco, di ruolo difensore.